# The Notwist
The Notwist – niemiecki zespół grający muzykę zaliczaną do nurtu indie rocka.

## Dyskografia

### Albumy
- 1990: Notwist
- 1992: Nook
- 1994: Your Choice Live Series
- 1995: 12
- 1998: Shrink
- 2002: Neon Golden
- 2008: The Devil, You + Me
- 2009: Sturm (Soundtrack)
- 2014: Close To The Glass